# Керехета, Грасиа
Гра́сиа Керехе́та Мари́н (исп. Gracia Querejeta Marín; род. 13 августа 1962, Мадрид) — испанский кинорежиссёр и сценарист.

## Биография
Отец — продюсер и сценарист Элиас Керехета, мать — художник по костюмам. Ребёнком снялась в нескольких фильмах. Позднее изучала древнюю историю в Мадридском университете Комплутенсе. Работала в документальном кино в соавторстве с другими режиссёрами, выступала ассистентом режиссёра у Карлоса Сауры. Первый самостоятельный полнометражный фильм — 1992.

## Фильмография
- Una estación de paso (1992, специальная премия жюри на КФ в Вальядолиде)
- El trabajo de rodar (1994, документальный)
- El último viaje de Robert Rylands (1994, по роману Хавьера Мариаса, премия Испанского общества киносценаристов за режиссуру)
- Cuando vuelvas a mi lado (1999, номинация на премию «Гойя» за лучший сценарий и режиссуру)
- Héctor (2004, премия Испанского общества киносценаристов за сценарий и режиссуру, «Золотая биснага» Малагского кинофестиваля)
- Семь бильярдных столов / Siete mesas de billar francés (2007, премия за лучший сценарий и номинация на «Золотую раковину» на МКФ в Сан-Себастьяне, номинация на премию «Гойя» за лучший фильм и режиссуру)
- Пятнадцать лет и один день/ 15 años y un día (2013, «Золотая биснага» за лучший фильм и ещё три премии на Малагском кинофестивале)